# Brave New World (album)
Brave New World – dwunasty studyjny album heavymetalowej grupy Iron Maiden wydany w 2000 roku. Po raz pierwszy przy produkcji albumu z zespołem współpracował Kevin Shirley, który robi to do dziś. 
Przed nagraniem płyty do zespołu powrócił wokalista Bruce Dickinson, postawił jednak warunek, żeby razem z nim wrócił również Adrian Smith. Ponowne przyjęcie byłego gitarzysty było ryzykowną, ale jednak korzystną decyzją - grupa znakomicie poradziła sobie z pogodzeniem 3 gitar. Podczas wykonywania poszczególnych utworów gitarzyści nie przeszkadzali sobie, ale znakomicie uzupełniali swoje rzemiosło. Płyta została doskonale przyjęta przez krytyków muzycznych oraz przez fanów, którzy bardzo ucieszyli się z powrotu wokalisty Bruce Dickinsona. Album sygnują kompozycje większości muzyków (tylko bez perkusisty Nicko McBraina), co nie było dość częstym zjawiskiem we wcześniejszych latach. 
Tytuł płyty nawiązuje do książki Aldousa Huxleya Nowy, wspaniały świat.
Według danych z kwietnia 2002 album sprzedał się w nakładzie 237 814 egzemplarzy na terenie Stanów Zjednoczonych.
W Polsce nagrania uzyskały status złotej płyty.

## Lista utworów
1. "The Wicker Man" (Dickinson, Smith, Harris) - 4:35
2. "Ghost of the Navigator" (Dickinson, Gers, Harris) - 6:50
3. "Brave New World" (Dickinson, Murray, Harris) - 6:18
4. "Blood Brothers" (Harris) - 7:14
5. "The Mercenary" (Gers, Harris) - 4:42
6. "Dream of Mirrors" (Gers, Harris) - 9:21
7. "The Fallen Angel" (Smith, Harris) - 4:00
8. "The Nomad" (Murray, Harris) - 9:05
9. "Out of the Silent Planet" (Dickinson, Gers, Harris) - 6:25
10. "The Thin Line Between Love and Hate" (Murray, Harris) - 8:27

## Wykonawcy
- Bruce Dickinson – śpiew
- Dave Murray – gitara elektryczna
- Janick Gers – gitara elektryczna
- Adrian Smith – gitara elektryczna
- Steve Harris – gitara basowa
- Nicko McBrain – perkusja

## Nagrody i pozycje na listach
- Album
  - 2000 – 39. miejsce na liście The Billboard 200
  - 2000 – 13. miejsce Top Internet Albums
- Singel "The Wicker Man"
  - 2000 – 4. miejsce Canadian Singles Chart
  - 2000 – 19. miejsce Mainstream Rock Tracks